# Copia a la albúmina

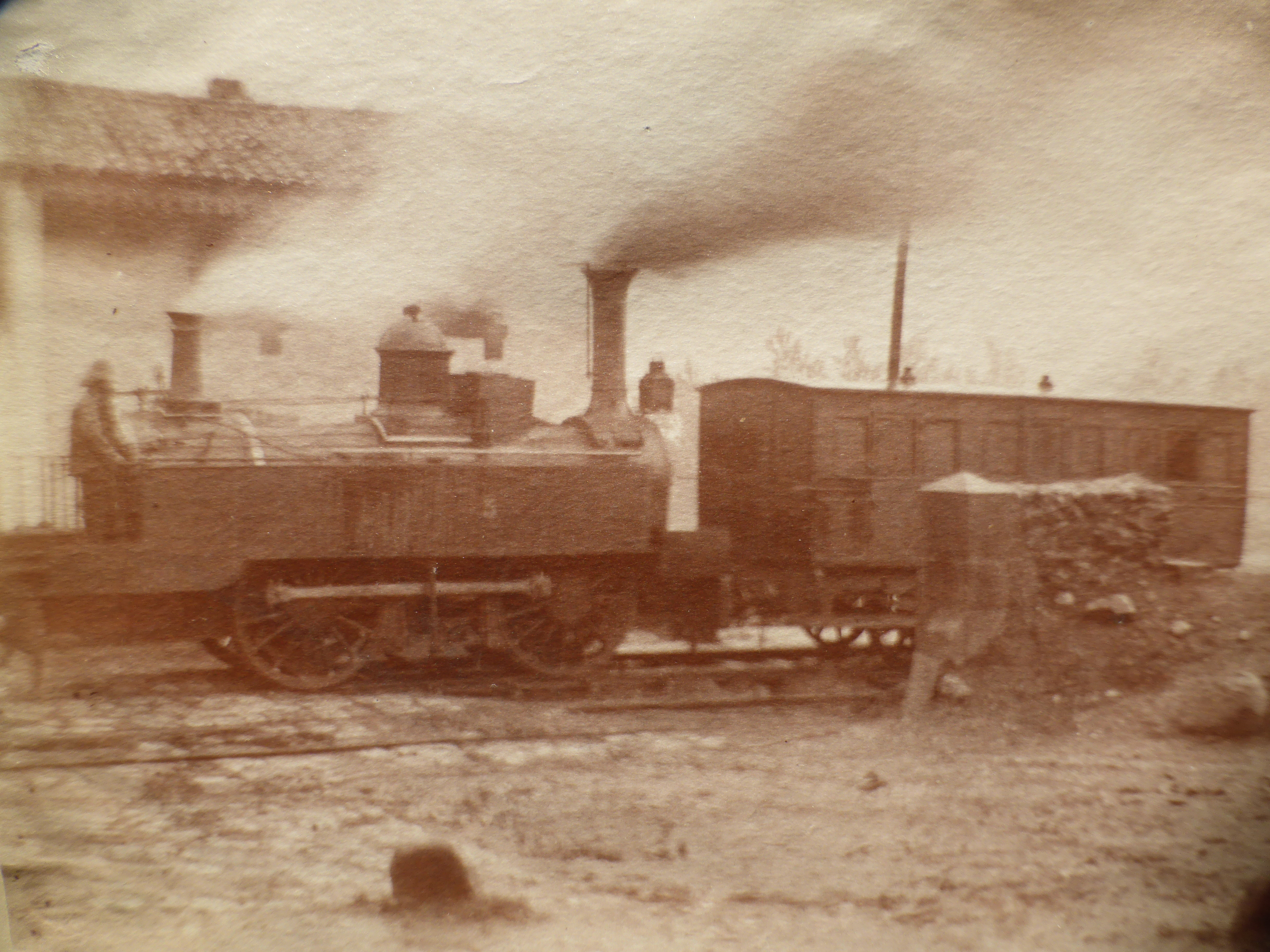
Ferrocarril de Langreo, en 1887. Copia a la albúmina.

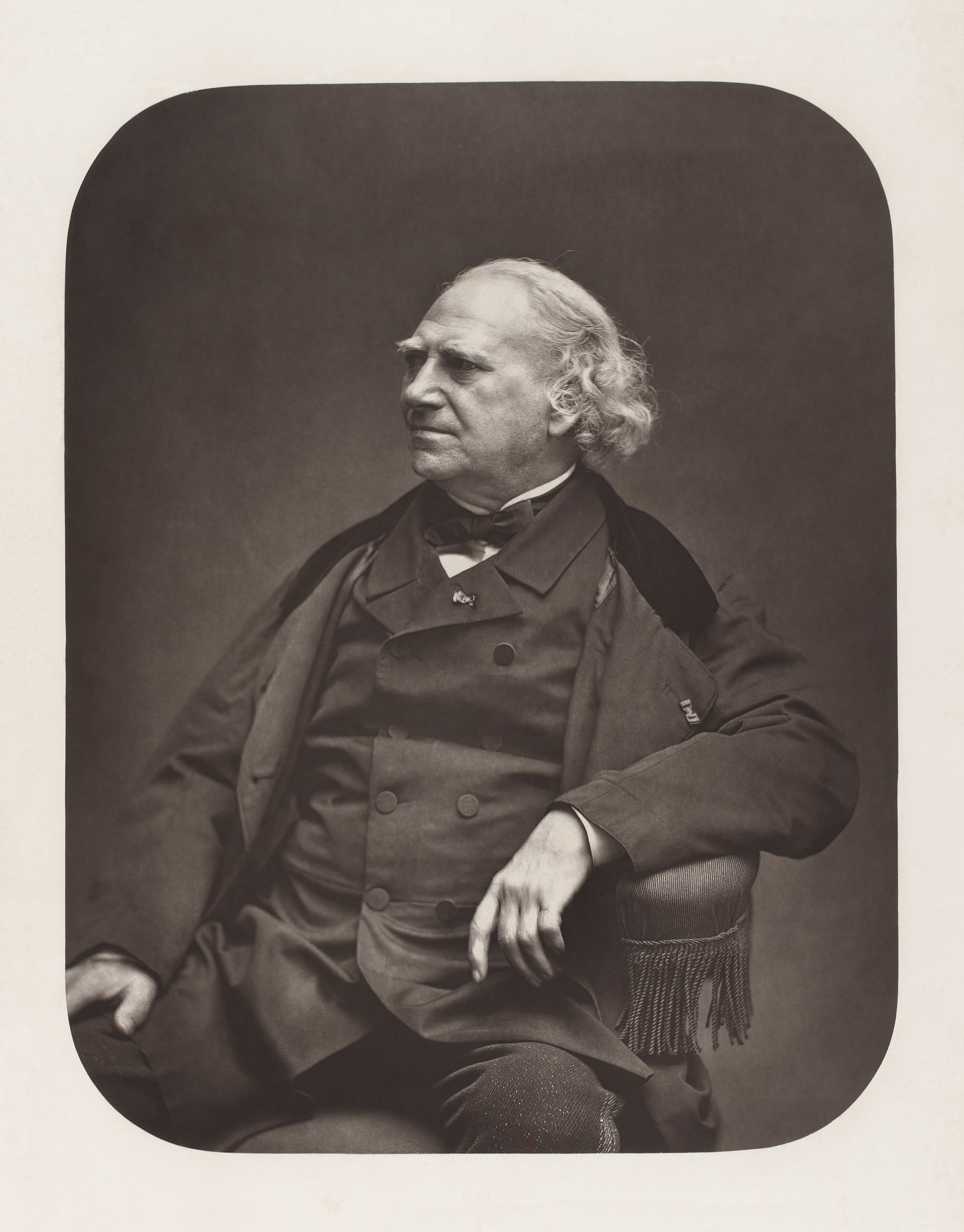
Retrato de Blanquart-Evrard en 1869.

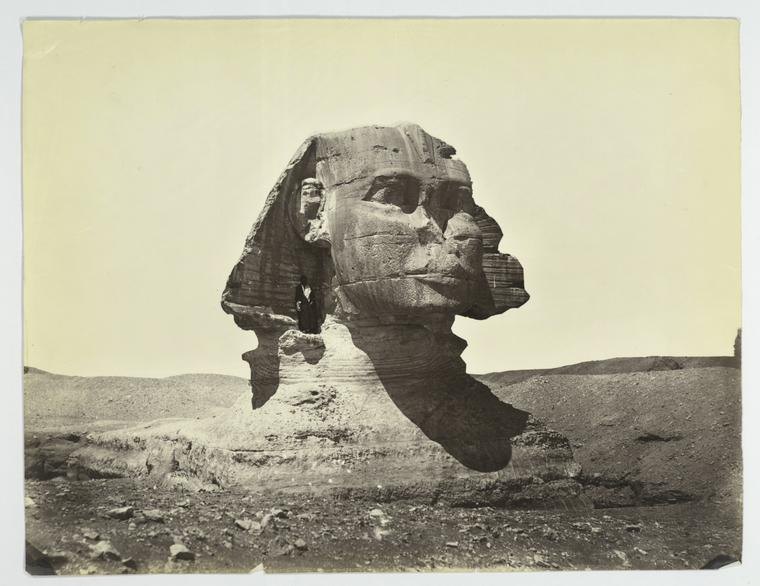
La esfinge de Gizeh en el año 1867, por Félix Bonfils. Copia en papel a la albúmina, 22 x 28,5 cm.

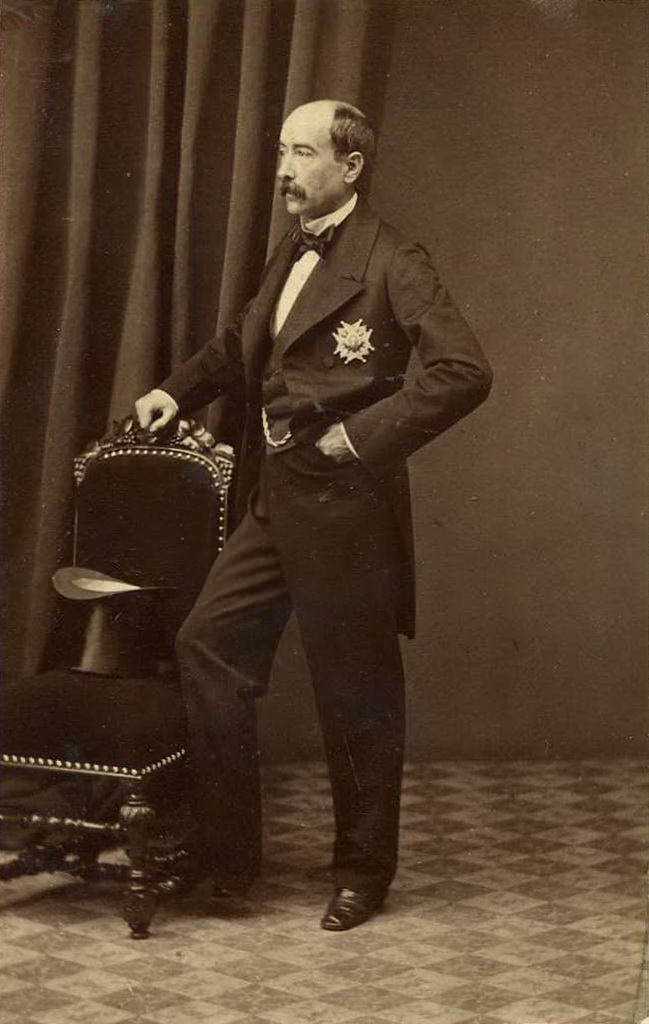
Retrato de Lucio del Valle, hacia 1860. Copia en papel a la albúmina. Formato tarjeta de visita.

La copia en papel a la albúmina era un procedimiento fotográfico de obtención de un positivo por contacto directo, a partir de un negativo, generalmente de vidrio al colodión húmedo. Surgió en Francia, y entre los años 1855 y 1895 fue el tipo de copia positiva más utilizada por los fotógrafos. 
El nombre de este antiguo procedimiento fotográfico se debe a la albúmina, una proteína soluble en agua, característica de la clara del huevo, en combinación con otros productos como cloruro de amonio.

## Historia
Este sistema de copia sobre dos capas, conocido como copia a la albúmina fue inventado por el fotógrafo Blanquard-Evrard en 1849. Tras múltiples investigaciones de diversos procedimientos y técnicas fotográficas, presentó un nuevo sistema de impresión fotográfica basado en el papel a la albúmina, que él mismo había diseñado. Esta innovadora propuesta no tenía las limitaciones propias de las copias realizadas en papeles a la sal.  
En mayo de 1850, Blanquard presentó a la Academia de Ciencias de Francia sus primeras fotografías realizadas con esta técnica. El éxito de este tipo de papel y su práctica aplicación se evidenció con la salida al mercado en el año 1854 y su uso para copiar negativos. Este proceso de impresión de copias fotográficas se convirtió en el más extendido y usado por los fotógrafos durante la segunda mitad del siglo XIX.   

## Fabricación
Entre 1870 y 1890 Alemania fue el principal fabricante de papel de albúmina. Este era producido concretamente en la ciudad de Dresde y exportado para ser vendido al resto del continente europeo y Estados Unidos. Este tipo de copia fue la favorita de los fotógrafos durante mucho tiempo. Aunque decayó en 1895, continuó fabricándose hasta 1930. 
Algunos fabricantes, mediante soluciones ácidas desnaturalizaban la albúmina para que la mezcla fuera más homogénea y menos viscosa, propiedad proporcionada por la composición característica del huevo. Otros sometían al huevo a un proceso de fermentación a elevada temperatura durante días, técnica que se popularizó y en consecuencia fue adoptada por los fabricantes de este tipo de papel en Dresde. Estas variaciones en el proceso de fabricación dieron lugar a papeles con distintas texturas y brillos. De hecho a partir de 1860 era habitual teñir ligeramente de azul, morado o rosa la capa de albúmina de papel con anilinas para evitar el posterior amarilleamiento de las fotografías.

## Procedimiento
Era preparado con clara de huevo (albumen o albúmina), que se aplicaba al papel, añadiendo también una sal como el bromuro de potasio. Una vez seco, el papel se introducía en una solución de nitrato de plata y se dejaba secar nuevamente. El papel así sensibilizado se ponía en contacto con un negativo dentro de una prensa de contactos, y se exponía a la luz del sol varios minutos, hasta que la imagen tuviese la intensidad deseada. La imagen aparecía por ennegrecimiento directo, sin revelado químico. Seguidamente era necesario su fijado, virado y lavado final en agua.

## Características visuales
Las fotografías conseguidas con este tipo de copia originalmente tenían un aspecto satinado con tonos púrpuras, marrones o rojizos y presentaban un mayor contraste, detalle y densidad. Algunas imágenes eran especialmente brillantes, efecto que se conseguía con el encerado o barniz (barniz al colodión). No obstante con el paso del tiempo y debido a la reacción de oxidación las fotografías se deterioran y adquieren un tono amarillento. Además también tiene lugar un progresivo desvanecimiento de la imagen. 

## Aplicaciones
Se empleó mucho para el tiraje de copias de vistas de ciudades, monumentos y obras de arte. Su aplicación fue muy frecuente también en la fotografía estereoscópica y en los retratos en tarjeta, o tarjetas de visita, un formato fotográfico usado en estudios de retrato, iniciado en 1854 por André-Adolphe Disderi (1819-1890).

## Conservación
Las copias a la albúmina correctamente procesadas y viradas al oro se han conservado en muy buen estado, presentando gran intensidad transcurridos más de 100 años. Sin embargo, muchas copias mal procesadas o almacenadas han sufrido una pérdida de resistencia y una reacción de oxidación que ocasiona el desvanecimiento de la imagen.   
Las copias sueltas, sin montar, son muy finas y se arrugan y enrollan fácilmente debido a la contracción de la albúmina. Para evitar esto y asegurar así una mayor y mejor conservación de dichas fotografías, la mayoría de las copias a la albúmina eran pegadas o montadas sobre cartones. Es necesario transportarlas y exhibirlas enmarcadas en una orla o paspartú, también de cartón de pH neutro.  
Para su conservación museística es conveniente archivar las copias a la albúmina envueltas en papel de pH neutro y no deben exhibirse de forma permanente, sino solamente en exposiciones temporales, pues la luz va ocasionando una progresiva pérdida de densidad de la imagen. Así pues, aparte de evitar su exposición a la luz es fundamental controlar el nivel y condiciones de humedad bajo las que se encuentran. 
Muchos museos, bibliotecas, archivos y coleccionistas conservan centenares o miles de copias a la albúmina que datan del siglo XIX. En España este procedimiento fotográfico fue introducido en 1851 por Francisco de Leygonier. Algunos archivos existentes en España que conservan copias a la albúmina de diversos autores son la Biblioteca Nacional de España, el Palacio Real de Madrid, o el Archivo fotográfico Ruiz Vernacci. 

## Fotógrafos
Algunos fotógrafos que utilizaron sistemáticamente las copias a la albúmina:
- Charles Clifford.
- André Adolphe Eugène Disdéri.
- J. Laurent.
- Roger Fenton.
- Francis Frith.
- Emilio Beauchy.
- Carlos Relvas.
- Rafael Castro Ordóñez.